# Demetri Àngel-Comnè
Demetri I Àngel-Comnè o Demetri Comnè Ducas, fou dèspota d'una part de l'Epir, a la mort del seu germà Joan, mentre que el seu cosí era dèspota de l'altra part d'aquest estat. En aquesta època el Despotat de l'Epir era un estat vassall de l'Imperi de Nicea i el seu govern va durar poc (1244-1246) per l'odi que es va guanyar entre els seus súbdits, que van demanar a l'emperador la seva deposició.

## De captiu a dèspota
Demetri era fill de Teodor I Àngel-Comnè i de la seva esposa Maria Petralifes. El seu pare havia governat aquest país amb el títol de basileu i ampliant els territoris cap al nord fins que va caure captiu a la batalla de Klokòtnitsa, a la riba superior del riu Maritsa, a mans de l'exèrcit búlgar.
Demetri va acompanyar el seu pare, el seu germà gran Joan i altres membres de la família al seu captiveri a Bulgària que va durar sis anys, moment en què el tsar Ivan II Assèn de Bulgària els va alliberar per celebrar el seu matrimoni amb la germana de Demeti, Irene.
Durant el captiveri, el pare va ser cegat, un càstig que s'aplicava perquè una incapacitar una persona per ser governant. Malgrat tot, això no va impedir que Teodor es proposés recuperar el tron que en aquell moment estava ocupat pel seu germà Manuel I Àngel-Comnè i va començar a cercar suport entre la noblesa de Tessalònica. Quan els rumors van arribar a Manuel, va fugir a l'Àsia Menor, temerós del que podia passar. Llavors el tron vacant va ser ocupat pel germà de Demetri, Joan, després d'insistir-li el seu pare, ja que ell, en principi, va dir que preferia dedicar-se a la vida monàstica. Teodor va ser qui de fet governava, aconsellant a Joan.
A començaments del 1239, el seu oncle Manuel va tornar amb una flota de sis vaixells proporcionada per Joan III Vatatzes, emperador de Nicea, decidit a recuperar el tron. Va desembarcar a Tessàlia, a prop de Demètries. En poc temps va ocupar Farsàlia, Làrissa, i Platamon. Davant la perspectiva d'una guerra civil Teodor va suggerir a Joan una trobada amb Manuel per pactar un repartiment del territori. Segons aquest acord Manuel rebia Tessàlia, Joan mantenia la possessió de Tessalònica i els territoris de Macedònia fins als punts més occidentals, Vodena i Ostrovo, mentre que Constantí (cosí de Joan i fill del general Constantí) quedava confirmat en el seu apanatge d'Etòlia i Acarnania.
El seu cosí Miquel II Àngel-Comnè Ducas (fill del fundador d'aquest estat, Miquel I), va tornar de l'exili al qual havia enviat Teodor i, aprofitant el caos de poder, va apoderar-se del govern a l'Epir, Etòlia i Acarnània, i es va proclamar dèspota a aquestes regions i a Corfú, deixant a Joan només alguns territoris principalment a Tessàlia. Quan el 1241 va morir Manuel, Miquel II es va afanyar a entrar a Tessalònica i assegurar també aquesta ciutat.
Joan es va veure obligat a fer servir també el títol de dèspota quan el 1242, Joan III Vatatzes va agafar Teodor com a ostatge per forçar les negociacions sobre aquesta qüestió. Després de quaranta dies de converses, Joan va acceptar renunciar al títol d'emperador (basileu), des de llavors adoptaria el títol de dèspota i es declarava vassall de Nicea. El pare va ser alliberat i es va retirar a Vodena.
Joan va morir dos anys després, el 1244, Demeti el va succeir i va enviar una ambaixada a Nicea comunicant el nomenament i acceptant el vassallatge en els mateixos termes.

## Deposició
Si Joan era de caràcter religiós i una mica asceta, Demetri no s'assemblava gens, era un jove al qui agradava estar de festa amb dones i, fins i tot seduir les casades. Encara que Teodor el Cec seguia sent el governant de fet, Demetri ràpidament es va guanyar l'odi dels ciutadans i de la noblesa de Tessalònica, els quals anaven amb queixes a l'emperador. Tot això va arribar a un punt culminant quan el 1246, Kaliman de Bulgària va morir i va deixar el seu imperi en mans d'una regència que havia d'assegurar el govern del seu germà Miquel Assèn (r. 1246–57). Vatatzes ràpidament va aprofitar per atacar Bulgària i, en tres mesos, ja havia capturat la major part de Tràcia i el nord-est de Macedònia, mentre que Miquel II de l'Epir va treure'n benefici propi expandint el seu territori cap a Albània i el nord-oest de Macedònia. Al final d'aquesta campanya, al novembre, mentre Vatatzes estava a Melnik, va ser informat que es preparava una conspiració per deposar Demetri i lliurar-li els seus territoris a canvi d'un crisòbul que garantís als ciutadans de Tessalònica els drets tradicionals d'aquesta ciutat. Vatatzes, cansat de les queixes sobre Demetri, hi va estar d'acord i va enviar un herald reclamant la presència de Demetri. Aquest va sospitar de les intencions de Vatatzes i no va acudir a la cita. Llavors l'exèrcit nicè va marxar cap a Tessalònica. Després d'uns dies de setge, els conspiradors van obrir les portes de la ciutat. Demetri fou capturat i exiliat a Bitínia, a la fortalesa de Lentiana, mentre el govern de Tessalònica i Macedònia eren confiats al gran domèstic Andrònic Paleòleg. Es desconeix la data de la mort de Demetri.